# Paraluteres
Paraluteres — рід скелезубоподібних риб родини Єдинорогові (Monacanthidae). Представники роду поширені на коралових рифах Індійського та Тихого океану.

## Види
Рід містить два види:
- Paraluteres arqat E. Clark & Gohar, 1953
- Paraluteres prionurus Bleeker, 1851